# Stichopogon venezuelanus
Stichopogon venezuelanus är en tvåvingeart som beskrevs av Kaletta 1976. Stichopogon venezuelanus ingår i släktet Stichopogon och familjen rovflugor.
Artens utbredningsområde är Venezuela. Inga underarter finns listade i Catalogue of Life.